# 미하루번
미하루 번(일본어: 三春藩 미하루한[*])은 일본 에도 시대 무쓰국 다무라군 내에 존재한 번 중의 하나로, 지금의 후쿠시마현 미하루정에 위치했다. 번청은 미하루 성이다.

## 번의 역사
미하루 지역은 센고쿠 시대 때 다무라 씨(田村氏)의 본거지였으나, 다무라 가문의 오다와라 전투(小田原の役) 불참으로 도요토미 히데요시의 오슈 평정 때 영지가 몰수되어 가모 우지사토의 지배 영역이 되었다. 간에이 4년(1627년), 가모 씨(蒲生氏) 대신 이요 마쓰야마 번으로부터 가토 요시아키가 아이즈번으로 이봉되었을 때, 요시아키의 차남 가토 아키토시가 3만 석 영지로 미하루에 들어왔다. 그해 영내 주민들에 의한 새로운 영주의 부임에 반대하는 잇키가 있었다. 이듬해인 간에이 5년(1628년), 니혼마쓰번주 마쓰시타 나가쓰나가 나이가 어리다는 이유로 아키토시와 영지를 바꾸어 미하루에 들어왔으며, 결국 간에이 21년(1644년) 4월 10일에 영지가 몰수되었다.
1년 뒤인 1645년, 히타치국 시시도 번으로부터 아키타 도시스에가 5만 5천 석의 고쿠다카로 미하루 번에 들어왔다. 보신 전쟁 때는 센다이번이 신정부군의 깃발을 받들었기 때문에 미하루 번도 신정부군측에 가담해 있었다. 그러나, 세라 슈조(世良修蔵)의 암살과 아이즈번과 구 막부군에 의한 시라카와 성 공격으로 시라이시 회의가 오우에쓰 열번 동맹으로 변모했기 때문에, 미하루 번도 동맹측에 가담하였다. 그러나 신정부군이 다나구라 성을 함락시키면서, 이에 대한 센다이 번의 배신 행위로 인해 히라가타(平潟)의 신정부군 상륙에 대한 저항이 불가능하다고 판단하여 결국 동맹측을 배반하고 신정부군에 항복하였다. 이 항복에는 당시 미하루 번의 향사(郷士)였던 고노 히로나카(河野広中) 등의 알선도 있었다. 그로 인하여 폐번치현 때까지 영지를 보전할 수 있었다.

## 역대 번주
가토 가문
1. 가토 아키토시(加藤明利) 재위 1627년 ~ 1628년

마쓰시타 가문
1. 마쓰시타 나가쓰나(松下長綱) 재위 1628년 ~ 1644년

아키타 가문
1. 아키타 도시스에(秋田俊季) 재위 1645년 ~ 1649년
2. 아키타 모리스에(秋田盛季) 재위 1649년 ~ 1676년
3. 아키타 데루스에(秋田輝季) 재위 1676년 ~ 1715년
4. 아키타 요리스에(秋田頼季) 재위 1715년 ~ 1743년
5. 아키타 노부스에(秋田延季) 재위 1743년 ~ 1751년
6. 아키타 사다스에(秋田定季) 재위 1751년 ~ 1757년
7. 아키타 요시스에(秋田倩季) 재위 1757년 ~ 1797년
8. 아키타 나가스에(秋田長季) 재위 1797년 ~ 1803년
9. 아키타 다카스에(秋田孝季) 재위 1803년 ~ 1832년
10. 아키타 도모스에(秋田肥季) 재위 1832년 ~ 1865년
11. 아키타 아키스에(秋田映季) 재위 1865년 ~ 1871년